# Lỗ Ban

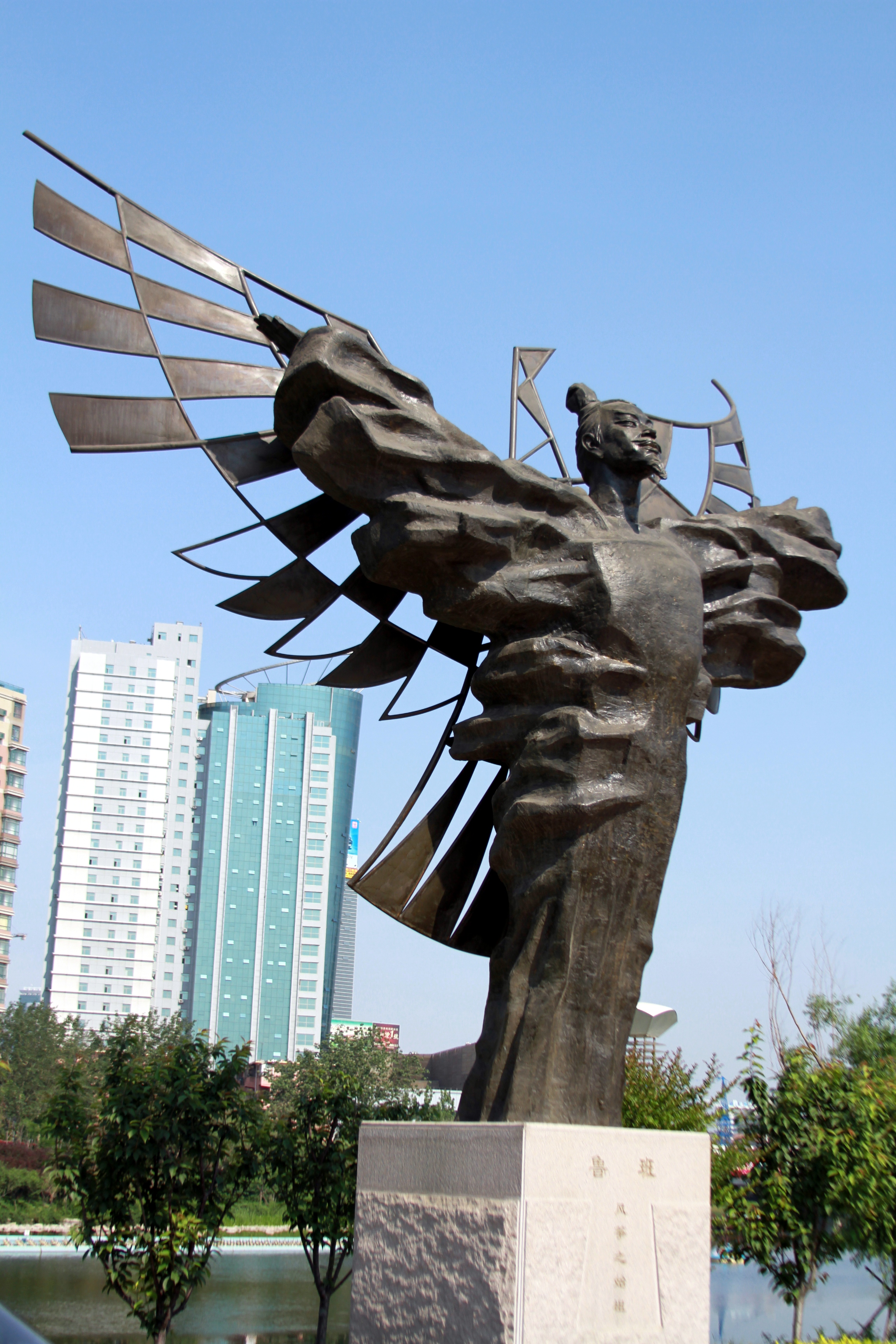
Tượng của Lỗ Ban tại Sơn Đông,Trung Quốc

Lỗ Ban (tiếng Trung: 魯班 hay 魯般; bính âm: Lu Ban), tên thật là Công Du Ban (tiếng Trung: 公輸班; bính âm: Gōngshū Pán), họ Công Du, tên Ban (班, 盘 hay 般), hiệu Công Du Tử, là một thợ thủ công người nước Lỗ đầu thời Chiến Quốc trong lịch sử Trung Quốc.

## Thân thế
Công Du Ban người nước Lỗ. Theo Sơn Đông thông chí  thì Công Du Ban thuộc dòng dõi công tộc nước Lỗ, cư trú ở vùng Khúc Phụ, Sơn Đông ngày nay, do đó Cơ là tính (Lỗ quốc vốn dòng dõi vương tộc nhà Chu), Công Du và Lỗ là thị.

## Cuộc đời
Theo sách Mặc Tử, Lỗ Ban từ phía nam nước Lỗ di chuyển đến nước Sở, gặp phải quân Việt đánh Sở. Lỗ Ban tạo ra câu cường (鉤強), hay câu cự (鉤拒 hay 鉤巨), một loại vũ khí có mũi nhọn thêm móc câu, giúp quân Sở kéo lại tiêu diệt được thuyền quân Việt.
Sở đánh Tống. Lỗ Ban thiết kế thang mây (vân thê; 雲梯), giúp quân Sở đánh thành. Mặc Tử sau đó hướng về Lỗ Ban truy vấn.
Cũng theo sách Mặc Tử, Lỗ Ban khi ở Tống ghép gỗ thành chim, gọi là mộc thước (木鵲) hay mộc diên (木鳶), bay ba ngày quanh thành.